# En skæbnesvanger Pagt
En skæbnesvanger Pagt er en amerikansk stumfilm fra 1917 af George D. Baker.

## Medvirkende
- Emily Stevens som Nan Kennedy
- Earle Foxe som Billy Bond
- Frank Currier som John Lawson
- Ricca Allen som Estrelle
- Paul Everton som Be Farraday